# Renate Wyder
Renate Wyder, verheiratete Pohoralek, (* 1960) ist eine Schweizer Tischtennis-Nationalspielerin aus den 1970er und 1980er Jahren. Sie nahm an zwei Europameisterschaften und drei Weltmeisterschaften teil.

## Werdegang
Renate Wyder spielte beim Verein TTC Kloten. Sie gewann neun Titel bei den nationalen Schweizer Meisterschaften, nämlich 1978, 1979 und 1980 im Einzel, 1978, 1980 und 1981 im Doppel mit Franziska Weibel, 1985 und 1989 im Doppel mit Barbara Höfliger sowie 1981 im Mixed mit Markus Frutschi.
1978 und 1980 vertrat sie die Schweiz bei der Europameisterschaft, 1977, 1979 und 1981 wurde sie für die Weltmeisterschaft nominiert, kam aber nie in die Nähe der Medaillenränge.